# José Rubaudonadeu
José Rubaudonadeu y Corcelles (Figueras, 1841-Madrid, 1916) fue un político y periodista español, diputado a Cortes durante el Sexenio Democrático.

## Biografía
Nació el 6 de julio de 1841 en la localidad gerundense de Figueras. Hombre político, obtuvo escaño de diputado en las elecciones de agosto de 1872 y, también, en las elecciones a las Cortes constituyentes de la Primera República de 1873, en ambas por el distrito barcelonés de San Feliú de Llobregat. En 1870 era redactor en Madrid de El Gorro Frigio. También colaboró en otros periódicos republicanos, entre ellos El Faro de Barcelona. Rubaudonadeu, que falleció el 10 de febrero de 1916 en Madrid, reunió a lo largo de su vida una colección de fotografías del Ampurdán.